# 方颖 (女高音)
方颖是一位女高音歌手，大都會歌劇院首席女高音。

## 生平
方颖生于宁波，毕业于上海音乐学院。她于2009年获得中国音乐金钟奖金奖，于2013年获得Gerda Lissner国际声乐比赛的一等奖，并于2015年获得林肯中心Segal奖。 她的表演出现在PBS的电视节目《伟大的演出》及大都会剧院高清直播中。 